# José Valero Hervás
José Valero Hervás (San Roque, 20 de agosto de 1865) fue un economista, político y lobista español, conocido por su papel como representante de los interesantes que detentaba la Rio Tinto Company Limited. Durante el período de la Restauración llegó a ser diputado y senador en Cortes.

## Biografía
Nacido en el municipio gatidano de San Roque en 1865, desde su adolescencia estuvo muy ligado a la provincia de Huelva. Cursó estudios en ciencias económicas y políticas por la Universidad de Londres, obteniendo el doctorado. Su labor profesional como comerciante exportador, su dilatada experiencia en temas financiencieros y sus contactos con importantes empresas mercantiles británicas le hicieron gozar de un notable prestigio en España.
En el último tercio del siglo XIX el área de Huelva se había convertido en un importante centro minero en el que actuaban numerosas empresas extranjeras. José Valero llegó a actuar como representante en la provincia de la Rio Tinto Company Limited (RTC), que controlaba la cuenca minera de Riotinto-Nerva. A partir de 1905 se convirtió en el representante oficial de la compañía en Madrid, donde poseía estrechos contactos con las altas esferas políticas. A esto se sumaría su paso por las Cortes: en 1914 obtuvo acta de diputado por el distrito de Fraga, mientras que en 1921 resultó electo senador por Huelva. A mediados de la década de 1920, ya instaurada la dictadura de Primo de Rivera, su influencia política había decrecido tanto que la RTC prescindió de sus servicios.
Entre 1934 y 1936 ostentó la presidencia del Consejo Superior Bancario.